# Alciónidas
El archipiélago de las Alciónidas (en griego Αλκυονίδες), también llamadas Kalá Nisia (Καλά Νησιά, hermosas islas) son un grupo de cuatro pequeñas islas en el Golfo de Corinto. Sus nombres ordenados por el tamaño de estas son Zoodohos Pigi, Daskalio, Glaronisi y Prasonisi. Pertenecen al municipio de Loutraki-Agioi Theodori en la región griega del Peloponeso.
Estas islas rocosas son relativamente planas y están solo escasamente cubiertas de vegetación. Al parecer ya estaban habitadas en la antigüedad aunque no de forma permanente. Así se encuentra en las islas de Daskalio y Zoodohos Pigi fragmentos de cerámica y ruinas de la antigüedad. En Zoodohos Pigi hay un monasterio para el retiro espiritual del siglo XII que todavía está habitado. El censo griego de 2001 dio nueve residentes en las islas.

## Las islas
| Nombre         | Nombre en griego | Superficie km² |
| -------------- | ---------------- | -------------- |
| Prasonisi      | Πρασονήσι        |                |
| Glaronisi      | Γλαρονήσι        | 0,1            |
| Daskalio       | Δασκαλειό        | 0,218          |
| Zoodochos Pigi | Ζωοδόχος Πηγή    | 0,702          |